# Liste der Naturschutzgebiete im Landkreis Schwandorf
Im Landkreis Schwandorf gibt es sechs Naturschutzgebiete (Stand Februar 2017). Das größte Naturschutzgebiet ist das 1989 eingerichtete Naturschutzgebiet Charlottenhofer Weihergebiet.
| Name                                                                 | Bild | Kennung                   | Einzelheiten | Position | Fläche Hektar | Datum |
| -------------------------------------------------------------------- | ---- | ------------------------- | --- | -------- | ------------- | ----- |
| Charlottenhofer Weihergebiet                                         |      | NSG-00343.01 WDPA: 162674 | Schwandorf, Wackersdorf, Schwarzenfeld, Schwarzach bei Nabburg Rest eines alten Teichgebietes.                                                         | ⊙        | 861,66        | 1988  |
| Hirtlohweiher bei Schwandorf                                         |      | NSG-00437.01 WDPA: 163701 | Schwandorf, Steinberg am See Wasserfläche im Zentrum sowie umfangreiche Verlandungsbereiche.                                                           | ⊙        | 64,17         | 1993  |
| Pfahl                                                                |      | NSG-00022.01 WDPA: 82318  | Bodenwöhr, Neunburg vorm Wald Quarz aus dem umgebenden weicheren Gestein markant herausgewittert.                                                      | ⊙        | 172,60        | 1939  |
| Prackendorfer und Kulzer Moos                                        |      | NSG-00328.01 WDPA: 165031 | Prackendorf Hoch-, Übergangs- und Niedermoorbereiche mit dem entsprechenden Vegetationsspektrum.                                                       | ⊙        | 80,54         | 1987  |
| Weichselbrunner Weiher und Trockenkiefernwald bei Bodenwöhr          |      | NSG-00435.01 WDPA: 166198 | Bodenwöhr Größtenteils trockene, flechtenreiche Sandkiefernwälder.                                                                                     | ⊙        | 106,56        | 1993  |
| Wald- und Heidelandschaft östlich von Bodenwöhr und Bruck i. d. OPf. |      | NSG-00756.01              | Bodenwöhr, Bruck Mosaik an wärmeliebenden Sandkiefernwäldern, trockenen Saumstrukturen, Zwergstrauchheiden, Sandmagerrasen und wechselfeuchten Mulden. | ⊙        | 283,6         | 2016  |
| Legende für Naturschutzgebiet                                        |      |                           | |          |               |       |